# Yacht Club Tower
La Yacht Club Tower appelé est un gratte-ciel résidentiel de 196 mètres de hauteur et de 57 étages, construit à Panama de 2007 à 2012. 
L'immeuble est situé sur l'Avenida Balboa.
Le bâtiment abrite 203 logements.
L'architecte est l'agence Mallol y Mallol
Le promoteur, le gestionnaire du projet et le propriétaire est la société Pinotage.